# Онкологический исследовательский центр Фреда Хатчинсона

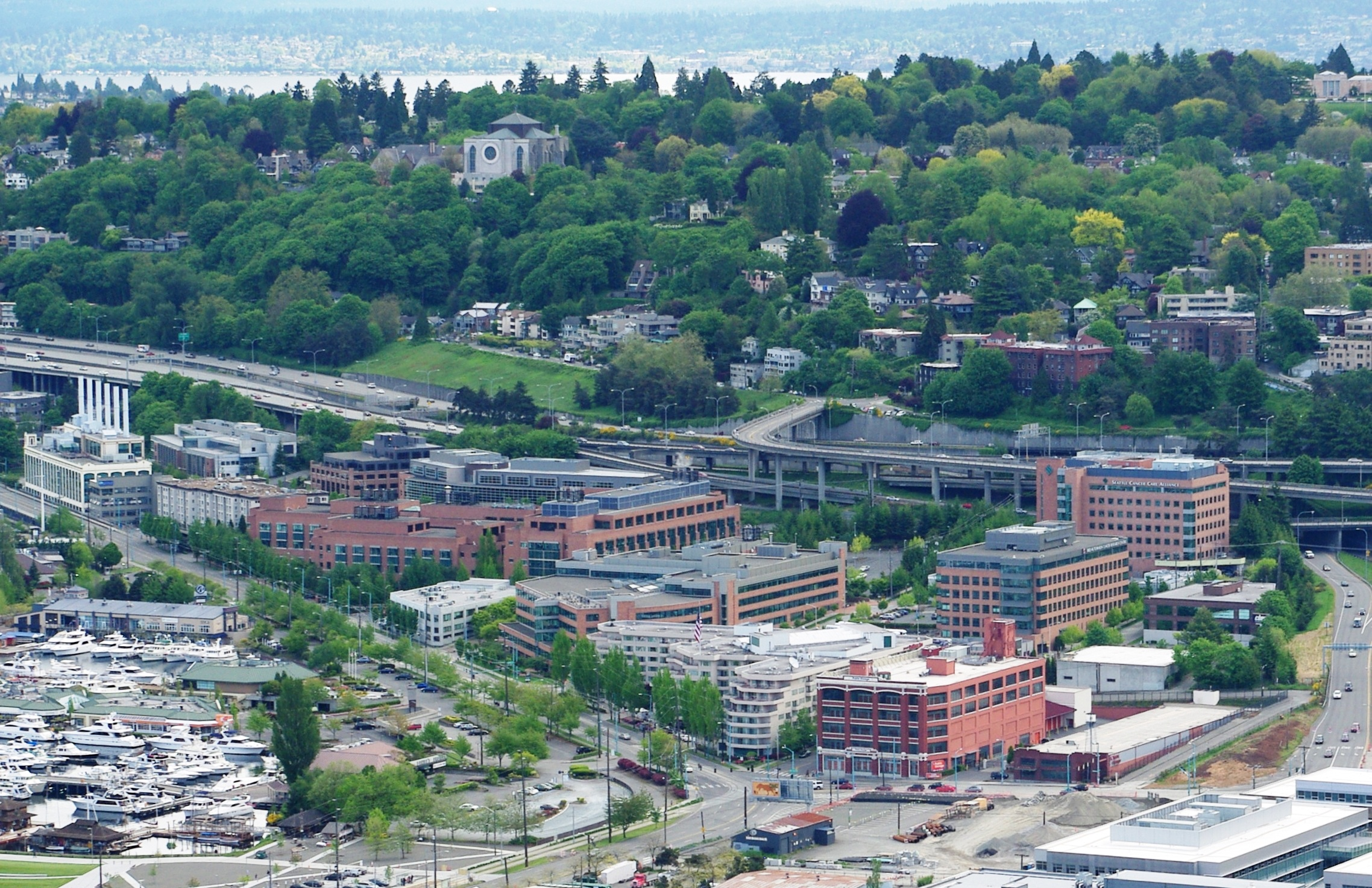
Кампус центра в Саут-Лейк-Юнион, вид из Спейс-Нидл

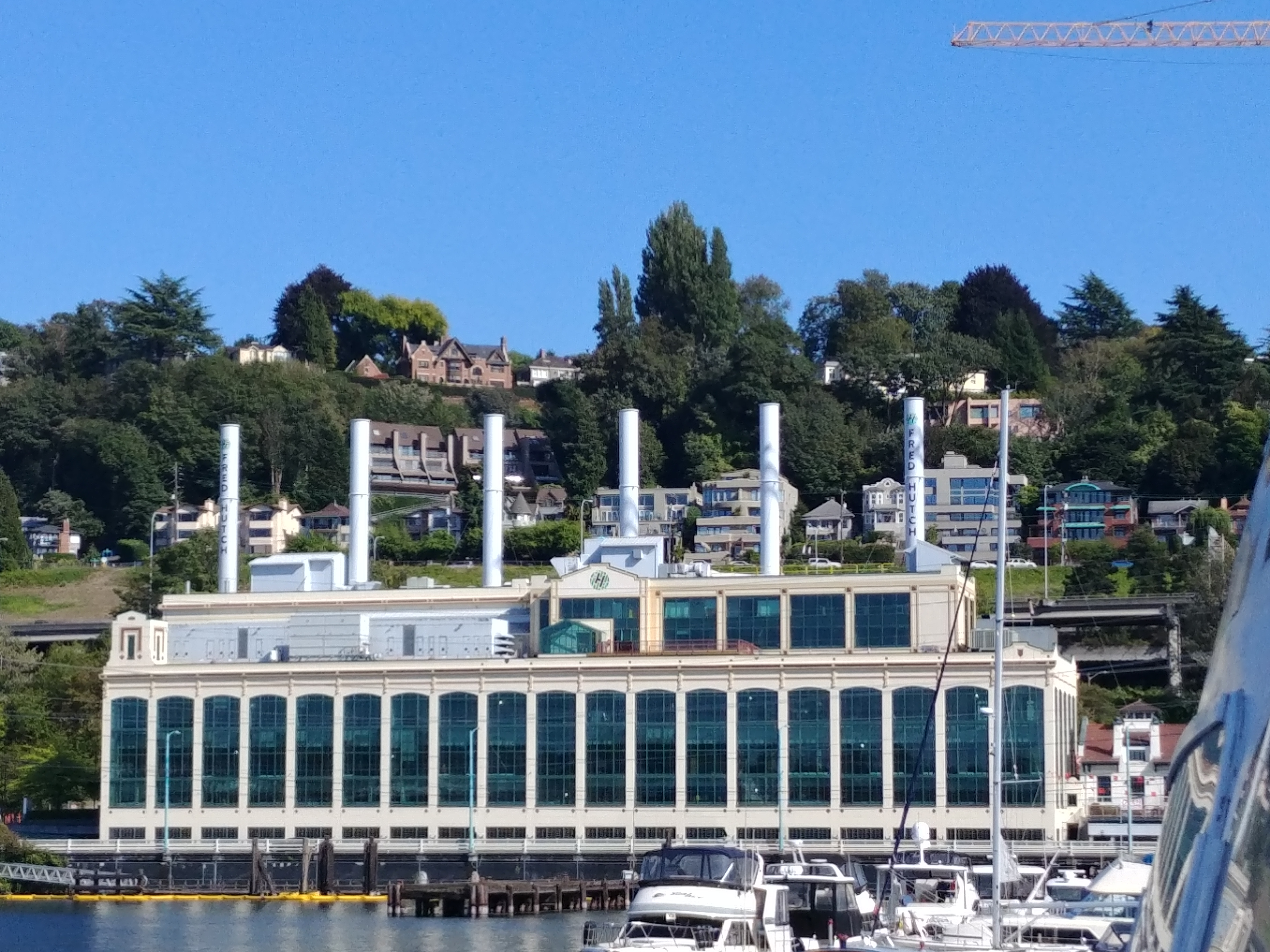
Здание паровой электростанции центра

Онкологический исследовательский центр Фреда Хатчинсона (англ. Fred Hutchinson Cancer Research Center), также известный как Фред Хатч (англ. Fred Hutch) или Хатч (англ. The Hutch), — это научно-исследовательский институт рака, основанный в 1975 году в Сиэтле, штат Вашингтон.

## История
Центр вырос из Тихоокеанского Северо-западного исследовательского фонда, основанного в 1956 году Уильямом Б. Хатчинсоном (1909–1997). Фонд был посвящён изучению кардиохирургии, рака и заболеваний эндокринной системы. Младший брат Хатчинсона Фред (1919–1964), питчер и менеджер высшей лиги, умер от рака лёгких в возрасте 45 лет. В следующем году Уильям Хатчинсон основал Центр исследования рака Фреда Хатчинсона как подразделение Тихоокеанского Северо-Западного исследовательского фонда.
В 1972 году с помощью сенатора Уоррена Г. Магнусона PNRF получил федеральное финансирование в соответствии с Национальным актом о раке 1971 года для создания в Сиэтле одного из 15 новых онкологических центров, назначенных NCI (Национальным институтом онкологии), направленных на проведение фундаментальных исследований, создание которых требовалось по акту 1971 года. Онкологический исследовательский центр Фреда Хатчинсона стал независимым в 1972 году, и его здание открылось три года спустя в 1975 годуin 1975.:3,5. В 1976 году центр был назван Комплексным онкологическим центром NCI.
В 1998 году центр сформировал Seattle Cancer Care Alliance (SCCA), отдельную некоммерческую корпорацию с UW Medicine и Seattle Children’s. Это укрепило доступ центра к клинической помощи и было важно для сохранения статуса центра NCI; это обозначение было распространено на консорциум центра, включая SCCA, в 2003 году. Амбулатория SCCA открылась в январе 2001 года.
В 2001 году The Seattle Times опубликовала серию статей, в которых утверждалось, что исследователи центра (в том числе соучредитель Центра Э. Доннал Томас) проводили неэтичные клинические исследования на больных раком. В документе утверждалось, что в двух исследованиях рака, проведённых в 1980-х и начале 1990-х годов, пациенты не были проинформированы обо всех рисках исследования, а также о финансовой заинтересованности врачей в результатах исследования. В документе также утверждалось, что этот финансовый интерес мог способствовать тому, что врачи не остановили исследования, несмотря на доказательства того, что пациенты умирали раньше и чаще, чем ожидалось. В ответ центр сформировал группу независимых экспертов для анализа существующей исследовательской практики, что привело к принятию новых правил о конфликте интересов.
В 2010 году Лоуренс Кори был назначен 4-м президентом после выхода на пенсию Ли Хартвелла. В 2015 году пост президента занял Гэри Гиллиланд, который руководил институтом до 2020 года. Под его руководством центр объявил, что он расширится на бывшую паровую электростанцию Lake Union, в которой ранее размещалась ZymoGenetics. Переезд был завершён в октябре 2020 года. В феврале 2020 года пост директора занял Томас Линч-младший.
В 2014 году организация приняла своё давнее местное прозвище «Фред Хатч» в качестве официального названия в рамках ребрендинга.

## Известные сотрудники
В центре работали три лауреата Нобелевской премии по физиологии и медицине:
- Линда Бак, доктор философии, получившая награду в 2004 году за решение многих деталей обонятельной системы[21];
- Э. Доннал Томас, доктор медицины, получивший награду в 1990 году за новаторскую работу в области трансплантации костного мозга и умерший в 2012 году[22][23];
- Ли Хартвелл, доктор философии, получивший эту награду в 2001 году за открытия, касающиеся механизмов, контролирующих деление клеток[24]. После отстранения от руководства центром в 2010 году Хартвелл ушёл в Университет штата Аризона[25].

## Коммерциализация
Центр занимается трансфером технологий. В 2013 году он вошёл в десятку лучших биомедицинских исследовательских институтов в этой области (без университетов); он заключил 18 новых сделок с компаниями по разработке изобретений, сделанных в центре, и получил 10 684 882 долларов США дохода от прошлых сделок, которые он подписал. В частности, Juno Therapeutics, компания, занимающаяся разработкой CAR-T-иммунотерапии для лечения рака, которая привлекла 314 млн долларов венчурных инвестиций и провела первичное публичное размещение акций на сумму 265 млн долларов в 2014 году, была основана на изобретениях, сделанных в центре. По состоянию на 2015 год около двадцати компаний были основаны на основе изобретений центра с 1975 года, в том числе Immunex и Icos.

## Территория центра
Главный кампус института состоит из тринадцати зданий на пятнадцати акрах (6,1 га) в районе Саут-Лейк-Юнион в Сиэтле.
В 1987 году центр начал изучать возможные новые дома, чтобы заменить свой кампус из 9 зданий на Фест-Хилл, который он должен был перерасти. Участок в районе Саут-Лейк-Юнион, который город рассматривал как будущий центр высоких технологий и биотехнологий, был выбран в сентябре 1988 года после того, как сделка по переезду во Фремонт провалилась ранее в том же году. Строительство первой фазы кампуса, спроектированной фирмой Zimmer Gunsul Frasca Partnership, началось в 1991 году и было открыто 1 июня 1993 года на церемонии, которая включала захоронение капсулы времени, которая будет открыта в 2093 году.
До кампуса можно добраться через выезд на Мерсер-стрит с межштатной автомагистрали 5, а также через несколько маршрутов общественного транспорта, в том числе трамвай Саут-Лейк-Юнион.